# كولين دو باسك (كيبك)
كولين دو باسك (بالإنجليزية: Collines-du-Basque, Quebec)‏ هي unorganized area of Canada تقع في كندا في La Côte-de-Gaspé Regional County Municipality.  يقدر عدد سكانها بـ 0 نسمة ومساحتها 816.10 كم2 .